# (37176) 2000 WB42
2000 WB42 (asteroide 37176) é um asteroide da cintura principal. Possui uma excentricidade de 0.03016100 e uma inclinação de 0.36857º.
Este asteroide foi descoberto no dia 21 de novembro de 2000 por LINEAR em Socorro.